# Я не маю такого наміру
Я не маю такого наміру або Покинуті (кит.: 查無此心) — тайванський кримінальний фільм 2022 року режисера та сценариста Цен Їн-тіна.

## Сюжет
Напередодні Нового року жіночий труп, викинутий на берег, зупиняє офіцера поліції Ву Цзе, коли вона вже готова накласти на себе руки. Те, що виглядає як нещасний випадок, виявляється мертвою робітницею-мігранткою без серця і пальця. Очевидно, що це вбивство. Однак більше ніяких зачіпок з мертвого тіла отримати не вдається. Тим часом поліція отримує анонімний дзвінок, який ускладнює справу. Ву Цзе доходить висновку, що той, хто залишив тіло, не є вбивцею. Лінь Ю-шен потрапляє в халепу, бо на фабриці знаходять жіноче тіло. Щоб уникнути поліції, він сам ховає тіло в горах. Тим часом його дівчина, Варі, втрачає зв'язок. Ву Цзе знаходить Ліня і просить його впізнати тіло, яке, як з'ясовується, належить Варі. Ліня вважають головним підозрюваним у серійних вбивствах.

## Акторський склад
- Джанін Чанг — Ву Цзе
- Ітан Жан — Лінь Ю-шен
- Саджі Апівонг[2]
- Сює Шілінь — Хуан Дон-ці[2]
- Чень Веймін — шериф[2]

## Прем'єра
22 жовтня 2022 року фільм було показано в конкурсній секції Лондонського Східно-Азіатського кінофестивалю (LEAFF), а 5 листопада відбулася його тайванська прем'єра на кінофестивалі «Золотий кінь».